# Visagie

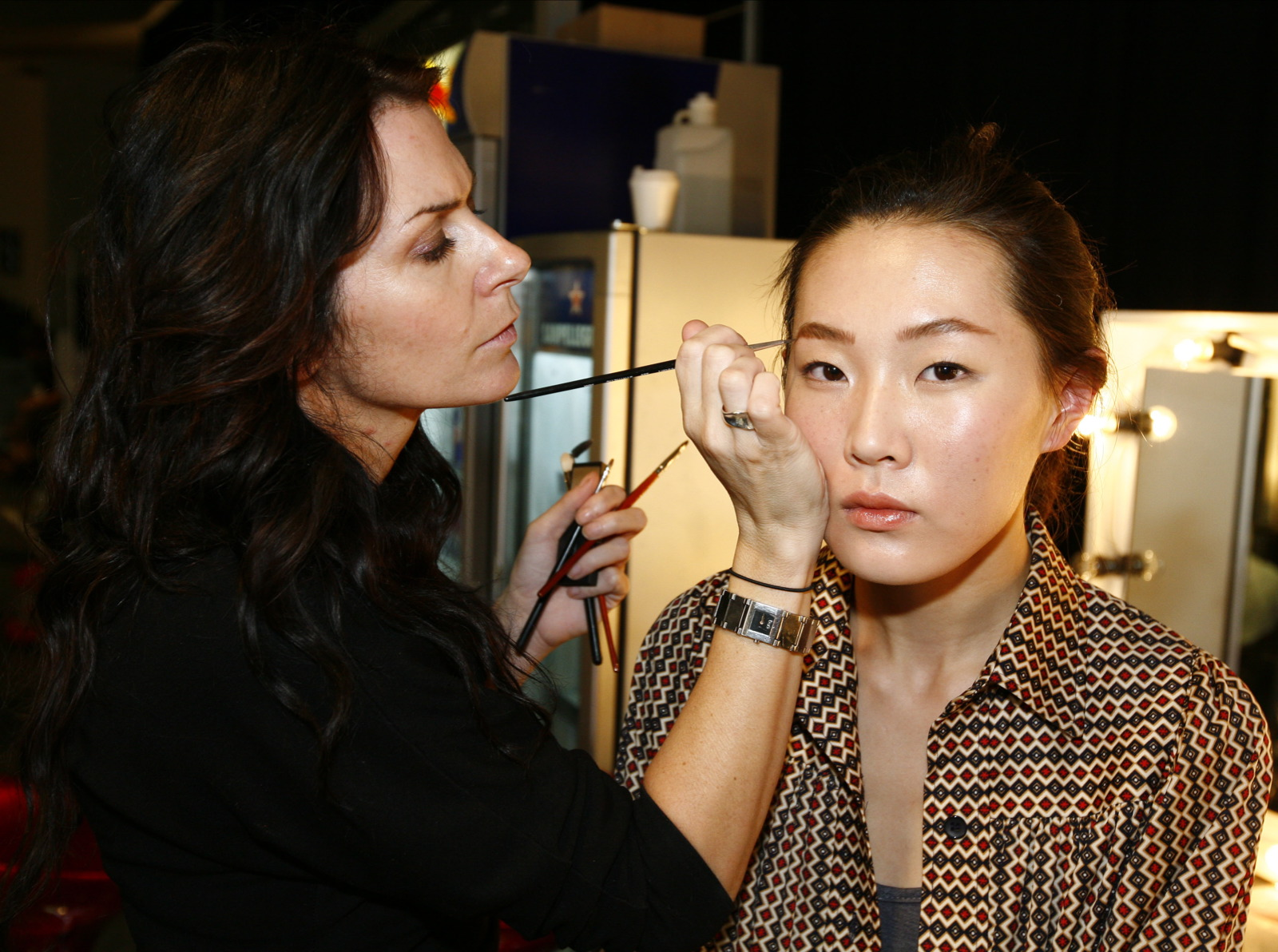
Visagist aan het werk tijdens de Australische modeweek in 2007

Visagie is het vakgebied dat zich bezighoudt met het accentueren van de sterke kanten van een gezicht en het camoufleren of corrigeren van de minder sterke kanten. Het woord "visagie" is afgeleid van het Franse woord visage, dat "gezicht" betekent. Mensen die werkzaam zijn in dit vakgebied worden visagisten genoemd.

## Werkgebied
Het aanbrengen van make-up beoogt een positieve bijdrage aan het uiterlijk te leveren, bijvoorbeeld bij fotoreportages van bruiloften en modeshows. Ook bij optredens in het theater, op televisie of in films, waarbij het felle licht de huid doet glimmen, zorgt het werk van de visagist(e) ervoor dat de kwaliteit van het beeld toeneemt. Daarnaast wordt grime gebruikt om bijvoorbeeld een metamorfose uit te voeren.

## Vakkennis
De specifieke vakkennis van een visagist(e) richt zich vooral op de diverse huidtypen en de kleuren van de huid met de daarbij behorende make-up. De vakkennis is omschreven in het beroepscompetentieprofiel en in het kwalificatiedossier ligt de inhoud van de opleiding vast. Sinds 2010 is er een erkend diploma.
Voor de bedrijfsmatige kant zijn de regels voor de uitoefening van dit vak gerangschikt in de Code van de visagist, grimeur en toneelkapper.  
De regels voor veilig en gezond werken in deze Code hebben status als wettelijke arbocatalogus. 
De eigenaar van Code [en arbocatalogus] is het Hoofdbedrijfschap Ambachten die deze om niet voor aangeslotenen, cursisten en docenten ter beschikking stelt.

## Bekende Nederlandse visagisten
- Antonette Sterrenburg
- Ellis Faas
- Esther Oosterbeek
- Leco van Zadelhoff
- Mari van de Ven
- Sascha Koninkx
- Thijs Willekes
- Nikkie de Jager

## Trivia
- De huid gaat glimmen doordat deze van nature vettig is en zo het licht gaat reflecteren. Visagisten lossen dit op door gebruik te maken van poeder.